# Pombeiro de Ribavizela
Pour les articles homonymes, voir Pombeiro.
Pombeiro ou Pombeiro de Ribavizela est une freguesia (« paroisse civile ») du Portugal, rattachée au concelho de Felgueiras et située dans le district de Porto et la région Nord.

## Organes de la paroisse
- L'assemblée de paroisse est présidée par Jorge Gabriel Gonçalves Teixeira (groupe "PS").
- Le conseil de paroisse est présidé par Jorge Manuel Lopes Leite (groupe "PS").